# جاكوب نوفاك
جاكوب نوفاك (بالسلوفينية: Jakob Novak)‏ (4 مارس 1998 - ) هو لاعب كرة قدم سلوفيني في مركز الوسط.

## وصلات خارجية
- جاكوب نوفاك على موقع اتحاد تركيا (لاعب) (الإنجليزية)
- جاكوب نوفاك على موقع قاعدة بيانات كرة القدم.إي يو (الإنجليزية)
- جاكوب نوفاك على موقع Soccerway.com (الإنجليزية)
- جاكوب نوفاك على موقع عالم كرة القدم.نت (الإنجليزية)